# Saint-Crépin-et-Carlucet
Saint-Crépin-et-Carlucet è un comune francese di 511 abitanti situato nel dipartimento della Dordogna nella regione della Nuova Aquitania.

## Società

### Evoluzione demografica
Abitanti censiti